# Taiki Kagayama
Taiki Kagayama (japanisch 加賀山 泰毅 Kagayama Taiki; * 14. Mai 1996) ist ein japanischer Fußballspieler.

## Karriere
Taiki Kagayama erlernte das Fußballspielen in der JFA Academy Fukoshima sowie in der Universitätsmannschaft der Kansai-Universität. Seinen ersten Vertrag unterschrieb er im April 2019 in Finnland bei Musan Salama. Mit dem Verein aus Pori spielte er in der dritten finnischen Liga, der Kakkonen. Im August 2019 wechselte er zum Erstligisten Kokkolan Palloveikot. Für den Verein aus Kokkola spielte er sechsmal in der ersten Liga. Ligakonkurrent Inter Turku aus der Küstenstadt Turku verpflichtete ihn im Februar 2020. Mit Turku wurde er am Ende der Saison Vizemeister. Am 3. Oktober 2020 stand er mit dem Verein im Finale des Finnischen Fußballpokals. Hier unterlag man HJK Helsinki mit 0:2. Nach 44 Erstligaspielen wechselte er im Januar 2022 nach Malaysia. Hier unterschrieb er einen Vertrag beim Sabah FA. Der Verein aus Sabah spielt in der ersten Liga, der Malaysia Super League. Dort erreichte er am Saisonende den 3. Platz, Kagayama erzielte dabei in 22 Ligaspielen zwei Treffer. Anschließend wurde sein Vertrag jedoch nicht mehr verlängert.